# Großsteingrab Stenlille By
Das Großsteingrab Stenlille By war eine megalithische Grabanlage der jungsteinzeitlichen Nordgruppe der Trichterbecherkultur im Kirchspiel Stenløse in der dänischen Kommune Egedal. Es wurde im 19. oder frühen 20. Jahrhundert zerstört.

## Lage
Das Grab lag nördlich von Stenløse auf einem Feld nördlich des Svanekærvej. In der näheren Umgebung gibt bzw. gab es zahlreiche weitere megalithische Grabanlagen.

## Forschungsgeschichte
Im Jahr 1875 führten Mitarbeiter des Dänischen Nationalmuseums eine Dokumentation der Fundstelle durch. Bei einer weiteren Dokumentation im Jahr 1942 waren keine baulichen Überreste mehr auszumachen.

## Beschreibung
Die Anlage besaß eine Hügelschüttung unbekannter Form und Größe. 1875 waren noch einzelne Umfassungssteine erhalten. Der Hügel enthielt eine Grabkammer, die wohl als Dolmen anzusprechen ist. 1875 waren noch zwei Wandsteine und ein abgewälzter Deckstein vorhanden. Zu den Maßen und der Orientierung der Kammer liegen keine Angaben vor.